# اکسن
اکسن (به فرانسوی: Auxonne) یک کمون در فرانسه با جمعیت ۷٬۷۵۲ نفر است که در Canton of Auxonne واقع شده‌است.